# District line
District Line é uma linha do Metropolitano de Londres que cruza a Grande Londres de leste a oeste. De Upminster, o terminal oriental, a linha atravessa a Londres Central para Earl's Court antes de se dividir em três ramais ocidentais, para Ealing Broadway, Wimbledon e Richmond. Há um ramal curto que vai de Earl's Court para Kensington (Olympia). Um ramal também corre para o norte de Earl's Court para Edgware Road via Paddington. Colorida verde no mapa do metropolitano, a linha serve 60 estações em 64 quilômetros, e com pontes sobre o Rio Tâmisa nos ramais de Wimbledon e Richmond é a única linha do Metrô de Londres a atravessar o rio desta forma.
A linha District é a mais movimentada das linhas de sub-superfície, bem como a quinta linha mais movimentada em geral no Metrô de Londres com mais de 208 milhões de passageiros no ano de 2011/12.
A Metropolitan District Railway original (como era então chamada) abriu em Dezembro de 1868 a partir de South Kensington para Westminster como parte de um plano para um "círculo interno" subterrâneo conectando os terminais das linhas ferroviárias principais de Londres. Os serviços foram operados primeiro usando carruagens de madeira puxadas por locomotivas a vapor. A eletrificação foi financiada pelo americano Charles Yerkes, e os serviços elétricos começaram em 1905. Em 1933 a ferrovia foi absorvida pela London Passenger Transport Board. Na primeira metade da década de 1930 a linha Piccadilly assumiu os ramais de Uxbridge e Hounslow, embora um serviço de horário de pico da linha District corresse no ramal de Hounslow até 1964. Kensington (Olympia) foi servida pela linha District desde 1946, e um ramal curto para South Acton fechou em 1959. Os trens carregaram condutores até que a operação somente de condutor foi introduzida em 1985.
O sistema de sinalização está sendo atualizado, e os atuais trens D Stock devem ser substituídos por novos trens S Stock de 7 carros até o final de 2016.

## Estações

### Ramal de Richmond
- Richmond
- Kew Gardens
- Gunnersbury

### Ramal de Ealing
- Ealing Broadway
- Ealing Common
- Acton Town
- Chiswick Park

Os ramais de Ealing e Richmond se encontram a oeste de Turnham Green
- Turnham Green
- Stamford Brook
- Ravenscourt Park
- Hammersmith
- Barons Court
- West Kensington

### Ramal de Wimbledon
- Wimbledon
- Wimbledon Park
- Southfields
- East Putney
- Putney Bridge
- Parsons Green
- Fulham Broadway
- West Brompton

Este se junta ao trecho principal a oeste de Earl's Court

### Ramal de Kensington Olympia
Este começa a partir de Earl's Court
- Kensington Olympia

### Trecho principal
- Earl's Court
- Gloucester Road
- South Kensington
- Sloane Square
- Victoria
- St. James's Park
- Westminster
- Embankment
- Temple
- Blackfriars
- Mansion House
- Cannon Street
- Monument
- Tower Hill
- Aldgate East
- Whitechapel
- Stepney Green
- Mile End
- Bow Road
- Bromley-by-Bow
- West Ham
- Plaistow
- Upton Park
- East Ham
- Barking
- Upney
- Becontree
- Dagenham Heathway
- Dagenham East
- Elm Park
- Hornchurch
- Upminster Bridge
- Upminster

### Ramal de Edgware Road
Este começa a partir de Earl's Court
- High Street Kensington
- Notting Hill Gate
- Bayswater
- Paddington
- Edgware Road